# Kamisama ni natta hi
Kamisama ni natta hi (神様になった日? lett. "Il giorno in cui diventai dio") è una serie televisiva anime di dodici episodi realizzata da P.A.Works e Aniplex, trasmessa in Giappone tra l'11 ottobre e il 27 dicembre 2020. La storia è stata scritta e ideata da Jun Maeda, che ha anche composto la colonna sonora insieme a Manyo, mentre il character design originale è stato sviluppato da Na-Ga. Il titolo è la terza serie televisiva anime originale prodotta da Key, di cui sia Maeda sia Na-Ga fanno parte. Un adattamento manga, edito da Kadokawa Shoten, è stato serializzato su ComicWalker e Niconico Seiga dal 14 novembre 2020 al 25 gennaio 2022.

## Trama
Una ragazza di nome Hina Sato, che si fa chiamare Odino, fa la conoscenza di Yōta Narukami, uno studente all'ultimo anno delle scuole superiori. Hina mette in guardia Yōta, dicendogli che il mondo finirà fra trenta giorni. Il ragazzo, pur rimanendo scettico sulle sue previsioni, decide di trascorrere il tempo con lei. La storia segue l'adattarsi di Hina alla sua nuova vita, mentre Yōta, in sua compagnia, presta aiuto alle persone in città, iniziando a scoprire diversi suoi segreti su come sia diventata "dio".

## Personaggi
Hina Sato (佐藤 ひな?, Sato Hina)
Doppiata da: Ayane Sakura
La protagonista femminile della storia. È una ragazza che desidera farsi chiamare "Odino" e che annuncia la fine del mondo fra trenta giorni. Ha un complesso riguardo al suo cognome a causa di quanto sia comune, e nota come Yota e la sua famiglia e i suoi amici abbiano nomi legati a divinità. La famiglia Narukami sostiene che sia una lontana parente e la accoglie nonostante le obiezioni di Yota. Le piace il cibo nonostante sostenga che gli dei non hanno bisogno di mangiare e ama molto i videogiochi. Usa la sua onniscienza per aiutare Yōta a dichiararsi alla sua amica d'infanzia Kyoko.
Yota Narukami (成神 陽太?, Narukami Yōta)
Doppiato da: Natsuki Hanae
Uno studente all'ultimo anno delle superiori, protagonista maschile della storia. Quando incontra Hina e questi gli annuncia la fine del mondo fra trenta giorni, rimane scettico, ma decide comunque di prendersi cura di lei in cambio del suo aiuto.
Kyoko Izanami (伊座並 杏子?, Izanami Kyōko)
Doppiata da: Yui Ishikawa
Un'amica d'infanzia di Yōta. È molto popolare fra gli studenti della scuola, e a differenza di Yota crede alle previsioni di Hina. Abilissima nel pianoforte, ha un passato difficile per via della morte prematura della madre, evento che ha avuto gravi ripercussioni sulla sua vita e quella del padre diventato un recluso.
Ashura Kokuho (国宝 阿修羅?, Kokuhō Ashura)
Doppiato da: Ryōhei Kimura
Il migliore amico di Yota.
Sora Narukami (成神 空?, Narukami Sora)
Doppiata da: Yūki Kuwahara
Sorella minore di Yota. Fa parte del club di cinema e guarda con ammirazione alla sua senpai Hikari Jinguji. Inizialmente non ama Hina perché la ritiene molto strana, ma con il tempo cambia progressivamente idea di lei. È una persona molto premurosa e testarda. Vuole girare un film tutto suo.
Hiroto Suzuki (鈴木 央人?, Suzuki Hiroto)
Doppiato da: Chiharu Shigematsu
Un misterioso ragazzo dai capelli d'argento. È più giovane di Yota, ma è un prodigio dell'hacking. Utilizza uno speciale set di guanti e un fermaglio per capelli per connettersi e interfacciarsi con una varietà di dispositivi e reti.
Hikari Jinguji (神宮司 ひかり?, Jingūji Hikari)
Doppiata da: Haruka Terui
Senpai di Sora e allieva del club di cinema della sua scuola. Lavora nel ristorante di ramen in fallimento chiamato Ramen verso il cielo per pagare un grosso debito con uno strozzino.
Kako Tengan (天願 賀子?, Tengan Kako)
Doppiata da: Yū Shimamura
Un avvocato molto famoso che Yota ammira molto. Ha una fascino estremo per il gioco del mahjong e organizza tornei dedicati. Incontra Yota dopo che Hina lo aiuta a vincere un torneo di mahjong su Internet.
Amministratrice delegata (CEO (シーイーオー)?, CEO (Shīīō))
Doppiata da: Kikuko Inoue
Una misteriosa donna che collabora con Hiroto per scoprire la verità dietro le azioni di uno scienziato prima della sua morte. Nonostante il suo atteggiamento apparentemente freddo, mostra un affetto materno a Hiroto.
Raita Oguma (尾熊 雷太?, Oguma Raita)
Doppiato da: Kenichirō Matsuda
Supervisore di Hiroto che lavora per l'amministratrice delegata.
Tokiko Narukami (成神 時子?, Narukami Tokiko)
Doppiata da: Ryoka Yuzuki
Madre di Yota e Sora. È molto premurosa e accoglie apertamente Hina in casa quando Yota la chiama al telefono per avvisarla.
Daichi Narukami (成神 大地?, Narukami Daichi)
Doppiato da: Tarusuke Shingaki
Padre di Yota e Sora.

## Media

### Anime
Il progetto televisivo anime è stato coprodotto da Aniplex e P.A.Works per celebrare il 21º anniversario dell'azienda Key. Il 19 aprile 2019, il produttore di P.A.Works Mitsuhito Tsuji ha espresso il desiderio di lavorare a un nuovo anime originale con Key e Maeda. Il 26 novembre 2019, Key ha annunciato su Twitter di avere otto progetti in cantiere per il suo 21º anniversario, tra cui il progetto original anime video Planetarian: chiisana hoshi no yume, il film anime Kud Wafter, il videogioco Heaven Burns Red di Maeda, una visual novel senza nome e quattro progetti segreti. Il 1º aprile 2020, l'account Twitter di Angel Beats! e Charlotte ha annunciato che sarebbe stato rivelato un progetto nel 2020.
Il 10 maggio 2020, Key e P.A.Works e Aniplex hanno tenuto un livestream su Niconico, annunciando ufficialmente il progetto dell'anime Kamisama ni natta hi. Il livestream ha rivelato che Maeda sarebbe stato accreditato per il lavoro originale e la sceneggiatura, e Na-Ga per il design dei personaggi originali, e che l'anime era previsto per andare in onda nell'ottobre 2020. P.A.Works ha anche specificato che il progetto era in fase di sviluppo da "un po' di tempo", e che il doppiaggio era pre-registrato. Il 25 maggio 2020, uno speciale "programma prologo" è andato in onda su Tokyo MX, rivelando che Ayane Sakura avrebbe doppiato Hina, oltre a rivelare che il regista di Charlotte, Yoshiyuki Asai, avrebbe diretto la serie. Il 25 luglio 2020 si è tenuto un secondo livestream che ha rivelato il primo video promozionale completo, oltre a rivelare ulteriori membri dello staff e del cast: Manabu Nii è stato nominato character designer e Manyo e Maeda hanno composto la colonna sonora della serie. Lo streaming ha anche anticipato un secondo video promozionale che è stato pubblicato nel settembre 2020.
La serie, ideata da Jun Maeda e diretta da Yoshiyuki Asai, è andata in onda dall'11 ottobre al 27 dicembre 2020 su Tokyo MX, BS11, GTV, GYT, ABC, Mētele e altri canali. È stata trasmessa anche su BBT, BSS, NCC, tvk e AT-X. La serie è composta da 12 episodi, raccolti in sei volumi Blu-ray e DVD pubblicati dal 23 dicembre 2020 al 26 maggio 2021. Le sigle di apertura e chiusura, entrambe composte da Maeda, sono rispettivamente Kimi to iu shinwa (君という神話? lett. "Il mito che sei te") e Goodbye Seven Seas, entrambe cantate da Nagi Yanagi. In varie parti del mondo gli episodi sono stati trasmessi in streaming in simulcast da Funimation, Madman Entertainment e Wakanim. In Italia, la serie è inedita.
| Nº | Titolo italiano (traduzione letterale) Giapponese 「Kanji」 - Rōmaji | In onda          | In onda |
| Nº | Titolo italiano (traduzione letterale) Giapponese 「Kanji」 - Rōmaji | Giapponese       |         |
| 1  | Il giorno in cui discese un dio 「降臨の日」 - Kōrin no hi | 11 ottobre 2020  |         |
| 1  | Yota Narukami incontra una giovane ragazza velata che dichiara di essere Odino. Sia lui che il suo amico Ashura Kokuho sono scettici nei suoi confronti e respingono le sue affermazioni. Yota scopre che il suo vero nome è Hina Sato mentre cerca di convincerla a tornare a casa. Hina si rifiuta e finisce per andare in biblioteca con lui a studiare con la sua amica d'infanzia Kyoko Izanami e alla fine vengono cacciati. Yota inizia a credere nelle sue capacità dopo aver mangiato in un ristorante di ramen dove Hina identifica correttamente la posizione finale di una corsa di cavalli. Hina offre a Yota le sue capacità per aiutarlo a corteggiare Kyoko. Ciò lo porta a giocare una partita di baseball contro la squadra del liceo e a perdere davanti a Kyoko. In seguito, la madre di Yota accoglie con entusiasmo Hina a casa loro, con grande incredulità di Yota. |                  |         |
| 2  | Il giorno della melodia 「調べの日」 - Shirabe no hi | 18 ottobre 2020  |         |
| 2  | Yota e Hina arrivano a casa del ragazzo, dove Hina viene accolta a braccia aperte. Nella stanza di Yota, Hina gioca a un videogioco. Il giorno dopo, Yota rivela che Kyoko è diventata introversa dopo la morte della madre e anche da quanto tempo prova qualcosa per lei. Quando Yota accetta di apparire nel film di sua sorella Sora, Hina decide di scrivere la sceneggiatura in modo da poter corteggiare Kyoko, tuttavia ogni suoi tentativo fallisce. Hina svela che Kyoko ha intenzione di diventare un direttore musicale, perciò aiuta Yota a scrivere una canzone da dedicare a lei. Quando Yota tenta di suonarla dinanzi a lei al pianoforte, non riesce a dare i risultati sperati nonostante gli sforzi, il che porta la ragazza a suonarla al suo posto. Alla sera, Sora, ferita, viene portata a casa da una sua senpai. |                  |         |
| 3  | Il giorno in cui l'angelo cade 「天使が堕ちる日」 - Tenshi ga ochiru hi | 25 ottobre 2020  |         |
| 3  | La mattina dopo, Sora si sveglia e spiega che Hikari Jinguji, la sua senpai, lavora nel ristorante di ramen della madre, in crisi, e che stava aiutando l'amica a trattare con uno strozzino. Hina decide di darle una mano facendo in modo che Yota si finga lo zio di Sora e agisca come consulente aziendale. Il ragazzo apporta quindi cambiamenti radicali al locale, che diventa un grande successo. Nel frattempo, un misterioso ragazzo arriva in Giappone e usa le sue abilità di hacker per aiutare una madre a ritrovare sua figlia. Al ristorante di ramen, Hikari viene affrontata dallo strozzino e Yota, con l'aiuto di Hina, lo sconfigge. In seguito, Hikari rivela di aver saputo la verità su chi fosse Yota e ringrazia lui, Hina e Sora per averla aiutata. Più tardi, il ragazzo misterioso, il cui nome è Hiroto Suzuki, lavora per una società per scoprire il segreto che Shuichiro Korogi, un fisico, sta nascondendo. |                  |         |
| 4  | Il giorno della lotta contro le tessere 「闘牌の日」 - Tōhai no hi | 1º novembre 2020 |         |
| 4  | Hiroto inizia la sua indagine facendo intervistare all'amministratrice delegata il dottor Asama, coautore della tesi di Shuichiro Korogi. Nel frattempo, Yota guarda Kako Tengan, un famoso avvocato, che viene intervistata in TV. Più tardi, Hina vince i preliminari di mahjong online con il nome di Yota, facendo in modo che il ragazzo incontri Kako di persona a un torneo di mahjong da lei organizzato. Due giorni dopo, Yota si reca a competere nella Coppa Libertas mentre Hina, Kyoko e Ashura fanno il tifo per lui. Dopo aver incontrato Kako nella sala d'attesa, Yota segue le istruzioni di Hina, che inizialmente lo fanno arrivare ultimo. Tuttavia, man mano che la partita prosegue, inizia a rimontare utilizzando mosse non convenzionali, che impressionano Kako. Yota vince la Coppa Libertas e Kako tenta di sedurlo, ma lui si rifiuta, con suo grande dispiacere. Quando racconta l'accaduto a Hina, quest'ultima si mostra infastidita per l'occasione sprecata. |                  |         |
| 5  | Il giorno della grande magia 「大魔法の日」 - Dai mahō no hi | 8 novembre 2020  |         |
| 5  | Kyoko cerca di convincere il padre a visitare la tomba della madre ma senza successo. In biblioteca, Kyoko rivela a Yota che suo padre non esce quasi mai di casa da quando sua madre è morta. Dopo essere stato spronato da Hina, Yota convince il padre della ragazza ad uscire insieme per andare a comprare un regalo di compleanno per Kyoko. Mentre sono fuori, mangiano in alcuni ristoranti, e il padre di Kyoko rivela che sua moglie ha lasciato dei videomessaggi e chiede a Yota e Hina di non parlarne a Kyoko. In seguito Hina utilizza il telefono di Yota per fingere di essere la madre di Kyoko. Durante la conversazione tra Hina e Kyoko, Hina menziona i videomessaggi, cosa che fa correre Kyoko a casa. Lì, lei e suo padre guardano i videomessaggi insieme, e dopo aver visto l'ultimo, la madre di Kyoko usa il suo grande incantesimo per far si che possano essere felici e andare avanti con le loro vite, cosa che accettano di fare. Alla sera, Kyoko arriva a casa di Yota per ringraziarlo, tuttavia il ragazzo non riesce a confessare i suoi sentimenti, il che fa esasperare Hina. |                  |         |
| 6  | Il giorno del festival 「祭の日」 - Matsuri no hi | 15 novembre 2020 |         |
| 6  | Yota sogna che lui e Ashura si sfidino in una partita di basket del liceo. In seguito Hina convince Yota a chiamare e invitare i suoi amici a un festival estivo. Durante il festival, i ragazzi partecipano a una serie di giochi, tra cui la pesca dei pesci rossi, il tiro a segno, il lancio di palline e una casa stregata, e nel mentre, Ashura e Yota ricordano la loro amicizia. Nel frattempo, Hina sembra essere gelosa del miglioramento del rapporto tra Yota e Kyoko, quindi si allontana e entra in un camion frigorifero, che parte con lei a bordo. Il gruppo si accorge della sua scomparsa e la cerca. Quando Yota e Ashura trovano gli oggetti di Hina a terra, apprendono da un altro camionista che il camion è diretto verso Tokyo. Si lanciano all'inseguimento con la moto di Ashura e alla fine riescono a far fermare l'autista. Una volta riuniti, guardano tutti insieme i fuochi d'artificio. |                  |         |
| 7  | Il giorno delle riprese 「映画撮影の日」 - Eiga satsuei no hi | 22 novembre 2020 |         |
| 7  | Yota è nella sua stanza a studiare quando entra Hina, dicendo che il mondo finirà tra nove giorni e che Sora ha finito la sceneggiatura del suo film. Quando Yota legge il copione, lo apprezza. Raduna quindi i suoi amici per aiutarli a girare il film. Una volta terminato lo storyboard, Sora spiega la trama del film. Il giorno dell'inizio delle riprese, Yota e Hina interpretano i ruoli principali, ma la pellicola va incontro a diversi problemi. Mentre fanno una pausa, Yota dice a Hina quanto gli sia piaciuto stare con lei e la elogia per aver aiutato lui e i suoi amici. Quando le riprese riprendono, ci sono problemi con le ambientazioni non adatte alle scene, così Hina riesce a risolvere il tutto utilizzando la computer grafica al computer. Alla sera, Yota stuzzica Hina su quanto si sia divertita. Nel frattempo, Hiroto sta ancora indagando quando trova la casa distrutta di Korogi. Quando viene a sapere che i beni sono stati inviati a un impianto di riciclaggio, si dirige lì giusto in tempo per prendere una foto in cui c'è Hina. |                  |         |
| 8  | Il giorno della gita in spiaggia 「海を見にいく日」 - Umi o mi ni iku hi | 29 novembre 2020 |         |
| 8  | Hina fa un sogno in cui si trova con suo nonno. Mentre tutti sono sul set, Yota si chiede cosa succederà una volta finita l'estate. Quando esprime la sua preoccupazione ai genitori, questi rivelano che Hina è in realtà la nipote del loro mentore e che il padre di Hina l'ha abbandonata. Dopo che Yota ha parlato con Hina di quando è diventata un dio, decidono di andare a incontrare suo padre. Quando arrivano a casa sua, il padre e la matrigna di Hina, Toshitoku e Isuzu Sato, rimangono scioccati nel vedere Hina di persona. Mentre Yota e Toshitoku sono soli, Toshitoku rivela che Hina è nata con una condizione debilitante nota come Sindrome di Logos, che lo ha spinto ad abbandonarla quando ha capito che non poteva fare nulla per aiutarla. Conclusi i chiarimenti, Yota e Hina se ne vanno, e alla sera Hiroto si presenta a casa di Toshitoku. |                  |         |
| 9  | Il giorno del deicidio 「神殺しの日」 - Kami-goroshi no hi | 6 dicembre 2020  |         |
| 9  | Mentre tutti sono sul set, Hiroto osserva di nascosto Hina e Yota, quindi decide di tornare a casa per continuare le sue analisi e fa una scoperta scioccante. Un sogno di Hiroto rivela che i suoi genitori violenti hanno usato le sue abilità di hacker per riciclare denaro. Il giorno dopo, Hiroto riferisce all'amministratrice delegata le sue scoperte su un computer quantistico delle dimensioni di un chip che Korogi ha completato. Tuttavia, la donna nega la sua richiesta di analizzarlo, con sua grande frustrazione. A questo punto, Hiroto usa le sue capacità per trovare il computer e ricorda quando i suoi genitori sono stati uccisi. In seguito, Hiroto dice all'amministratrice delegata che il computer è stato inserito nella testa di Hina, il che spiega la sua miracolosa guarigione e la sua onniscienza. Quando Hiroto capisce che Hina è nei guai, la mette in guardia telepaticamente, e Hina avverte i suoi amici che il suo mondo finirà presto. Vengono quindi avvicinati da alcuni uomini in giacca e cravatta che vogliono portarla via, ma Yota tenta di fuggire con Hina, la quale però si arrende volontariamente. |                  |         |
| 10 | Giorni che passano 「過ぎ去る日」 - Sugisaru hi | 13 dicembre 2020 |         |
| 10 | Dopo che Hina è stata portata via, Yota cerca di andare avanti con la sua vita. A scuola, Yota incontra Hiroto, che si è iscritto all'istituto e che entra nel suo gruppo di amici. Diversi mesi dopo, Hiroto rimprovera Yota di non aver compreso il motivo per cui ha fatto amicizia con lui. Proprio mentre sta per andarsene, Yota va da lui dopo aver finalmente capito che Hiroto stava ricreando i giorni trascorsi con Hina. Hiroto gli rivela che Hina è viva e che conosce la sua attuale ubicazione. Alla sera, porta Yota al sanatorio Yamada dove gli dà una falsa identità di assistente di ricerca valida per due settimane. All'interno dell'edificio, Yota incontra Shiba, una ricercatrice in visita, che lo porta a vedere Hina. Shiba rivela che Hina è stata sottoposta a un intervento chirurgico al cranio e che ha un'estrema paura degli uomini, e le sue attuali condizioni mettono in agitazione Yota che non sa cosa come comportarsi con l'amica nelle attuali condizioni. |                  |         |
| 11 | Giorni di gioco 「遊戯の日」 - Yūgi no hi | 20 dicembre 2020 |         |
| 11 | Al sanatorio Yamada, Yota osserva la routine quotidiana di Hina e fa il suo resoconto della giornata. Quando torna nella stanza di Hina, Yota le rivela che ha il permesso di trascorrere un'ora con lei, tuttavia la ragazza lo rifiuta. Mentre sono soli, Shiba dice a Yota che deve farsi guardare da Hina negli occhi prima di ottenere la sua fiducia. Quando si incontrano di nuovo, la donna gli dice che Hina potrebbe aver perso i suoi ricordi a seguito dell'intervento chirurgico e che potrebbe aver interagito con il computer nella sua testa piuttosto che con la ragazza. Dopo essere stato confortato dalle parole di incoraggiamento dei suoi amici e familiari al telefono, Yota si fa procurare un videogioco affinché Hina possa giocarci e fare progressi con lui. Nonostante vari tentativi, la ragazza si blocca ogni volta a causa degli atteggiamenti di Yota, e ciò porta Shiba a calmare Hina. Mentre Shiba si prende cura di lei, si apprende che quest'ultima ha intrapreso il suo lavoro dopo la morte della figlia. Yota decide poi di giocare al videogioco durante la notte per impedire che Hina possa venire sconfitta durante la sua partita. Quando Shiba scopre i rapporti falsificati di Yota, il ragazzo viene contattato da un agente di sicurezza che gli chiede chi sia veramente. |                  |         |
| 12 | Il giorno che scegli 「きみが選ぶ日」 - Kimi ga erabu hi | 27 dicembre 2020 |         |
| 12 | Mentre si trova con Hina, Yota viene chiamato da Shiba che gli dice di andarsene in quanto ha scoperto la sua reale identità. Il ragazzo la prega quindi di permettergli di trascorrere un'ultima giornata con la sua amica e la donna accetta. Mentre parla con Hina, questa riconosce e pronuncia i nomi della sua famiglia ritratti su alcuni foglietti di carta. Tuttavia, quando lui le mostra il disegno che lo ritrae, lei lo getta a terra. Dopodiché, Shiba dice a Yota che il suo tempo è scaduto. Proprio mentre sta per andarsene, Hina inizia a piangere e cercare di camminare verso Yota, dicendo di amarlo. Yota porta Hina a casa e tutti decidono di completare il film. Yota decide di diventare un ricercatore come il nonno di Hina per poter curare la sua malattia. In seguito, il gruppo guarda il film, ora ultimato. Alla fine della proiezione, si assiste a un'intervista del making-of dove Hina rivela che i suoi ricordi sono così belli che non scompariranno mai e li definisce un tesoro eterno. Yota decide che, a prescindere dalle difficoltà che dovranno affrontare, continuerà a stare al fianco di Hina. |                  |         |

### Manga
Un adattamento manga, scritto da Jun Maeda e disegnato da Zen, è stato serializzato sui siti web ComicWalker e sul sito Niconico Seiga della casa editrice Kadokawa Corporation dal 14 novembre 2020 al 25 gennaio 2022 tramite la rivista Dengeki G's Magazine. I capitoli sono stati raccolti in 2 volumi tankōbon pubblicati dal 27 maggio 2021 al 26 febbraio 2022.

#### Volumi
| 1 | 27 maggio 2021 | ISBN 978-4-04-913721-7 |
| 1 | Capitoli (traduzioni letterali dei titoli) - 1. Il giorno in cui discese un dio (降臨の日?, Kōrin no hi) - 2. Il giorno della melodia (調べの日?, Shirabe no hi) - 3. Il giorno in cui l'angelo cade (天使が堕ちる日?, Tenshi ga ochiru hi) - 4. Il giorno della lotta contro le tessere (闘牌の日?, Tōhai no hi) - 5. Il giorno della grande magia (大魔法の日?, Dai mahō no hi) - 6. Il giorno del festival (祭の日?, Matsuri no hi) - 7. Il giorno delle riprese 1 (映画撮影の日 1?, Eiga satsuei no hi 1)                                                  |                        |
| 2 | 26 febbraio 2022 | ISBN 978-4-04-914109-2 |
| 2 | Capitoli (traduzioni letterali dei titoli) - 8. Il giorno delle riprese 2 (映画撮影の日 2?, Eiga satsuei no hi 2) - 9. Il giorno della gita in spiaggia (海を見にいく日?, Umi o mi ni iku hi) - 10. Il giorno del deicidio 1 (神殺しの日 1?, Kami-goroshi no hi 1) - 11. Il giorno del deicidio 2 (神殺しの日 2?, Kami-goroshi no hi 2) - 12. Giorni che passano (過ぎ去る日?, Sugisaru hi) - 13. Giorni di gioco (遊戯の日?, Yūgi no hi) - 14. Il giorno che scegli (君が選ぶ日?, Kimi ga erabu hi) - 15. Giorni a venire (これからの日々?, Korekara no hibi) |                        |

## Accoglienza
La serie ha ricevuto un'accoglienza contrastante. Nel recensire il primo episodio, Vrai Kaiser di Anime Feminist ha affermato che la serie non era male, la sua sceneggiatura poteva portare alla luce "una sorta di cameratismo di fronte alla disperazione", ma che questi due mesi erano "preceduti da 20 minuti di rumore", ma c'era del potenziale nella serie. In una recensione dei primi tre episodi, Meru Clewis, dello stesso sito web, ha dichiarato di essersi avvicinato alla serie con entusiasmo per via dei bei ricordi di Angel Beats!, ma di essere in apprensione, affermando che aveva il potenziale per essere "davvero, genuinamente interessante" se il personaggio di Hina fosse stato migliorato, e sperando che la serie migliorasse a sua volta.
In un'altra recensione dello stesso sito, Noise ha criticato la serie per la presenza di "un sacco di insidioso abilismo" negli ultimi episodi, per la perpetrazione di idee dannose sul trattamento e l'autonomia delle persone disabili, per l'incarnazione di cliché e stereotipi che le persone disabili spesso incarnano nella narrativa popolare, e per l'abilismo del grande colpo di scena della serie che si lega al tropo dei "superpoteri della disabilità". Tuttavia, ha anche affermato che c'era un "sottotema sessuale incredibilmente scomodo", una "patina di romanticismo zuccheroso", ha criticato la serie per aver promosso una "narrazione regressiva... sulla disabilità" e ha detto che la serie aveva alcuni punti alti, tra cui una sottotrama toccante, mentre ha citato Il duca della morte e la domestica oscura come un esempio migliore di "disabilità codificata" negli anime.
Nicholas Dupree di Anime News Network ha sostenuto che inizialmente non riusciva a inquadrare dove la serie volesse andare a parare con i temi trattati, trovando la parte iniziale come una sitcom strana e assurda che diventa sempre più stramba, paragonandolo in parte ad Angel Beats!. La storia ha risentito di non aver fatto molto per sviluppare il cast di personaggi, per approfondire i vaghi misteri che li circondano o per far funzionare il tutto come trama unica, rivelandosi un bizzarro fallimento dove sembrava che Jun Maeda avesse perso del tutto il suo talento per i pianti sentimentali. Il redattore ha trovato che la serie fosse caratterizzata da una natura incoerente nella sua narrazione, ma in compenso Maeda sapeva ancora dimostrare di inserire al suo interno concetti sostanziali e significativi. In conclusione, l'anime presentava alcuni momenti determinati che funzionavano da sé, ma come opera unica che cercava di suscitare una particolare catarsi emotiva non centrava l'obiettivo. Il finale era prevedibile e consolidava l'anime come un fallimento totale.